# M-1.8 (Bosnië en Herzegovina)
De M-1.8 is een hoofdweg in het noordoosten van Bosnië en Herzegovina. De weg loopt van de grens met Kroatië bij Orašje naar Tuzla. In Kroatië loopt de weg als D55 verder naar Županja en Vinkovci. De weg is 73 kilometer lang en loopt door de kantons Posavina en Tuzla en door de regio Doboj.

## Geschiedenis
In de tijd dat Bosnië en Herzegovina bij Joegoslavië hoorde, was de M-1.8 onderdeel van de Joegoslavische hoofdweg M1.8. De weg liep toen in Kroatië verder naar Vukovar. Na het uiteenvallen van Joegoslavië en de daaropvolgende onafhankelijkheid van Bosnië en Herzegovina, behield de M-1.8 haar nummer.
M-1.8 · 
M-2 · 
M-4 · 
M-4.2 · 
M-5 · 
M-6 · 
M-6.1 · 
M-11 · 
M-12.2 · 
M-14 · 
M-14.1 · 
M-14.2 · 
M-15 · 
M-16 · 
M-16.1 · 
M-16.2 · 
M-16.3 · 
M-16.4 · 
M-17 · 
M-17.2 · 
M-17.3 · 
M-18 · 
M-19 · 
M-19.2 · 
M-19.3 · 
M-20